# ఊ
Cette page contient des caractères spéciaux ou non latins. S’ils s’affichent mal (▯, ?, etc.), consultez la page d’aide Unicode.
ఊ, transcrit ū, û ou uu, est une voyelle de l’alphasyllabaire télougou.

## Représentations informatiques
Ses caractères Unicode sont :
| formes       | représentations | chaînes de caractères | points de code | descriptions                  |
| ------------ | --------------- | --------------------- | -------------- | ----------------------------- |
| indépendante | ఊ               | ఊ                     | U+0C0A         | lettre télougou û             |
| dépendante   | ూ                | ూ                      | U+0C42         | diacritique voyelle télogou û |